# Protorthodes rufula
Protorthodes rufula är en fjärilsart som beskrevs av Augustus Radcliffe Grote 1874. Protorthodes rufula ingår i släktet Protorthodes och familjen nattflyn. Inga underarter finns listade i Catalogue of Life.